# Acropimpla calva
Acropimpla calva là một loài tò vò trong họ Ichneumonidae.